# Revolutionary Action Movement
 (janvier 2018).
Le Revolutionary Action Movement (RAM, Mouvement d'action révolutionnaire) était un groupe afro-américain fondé en 1962 dans les États du nord par des personnes se réclamant comme des « nationalistes noirs révolutionnaires. » Le RAM eut comme président Robert F. Williams, alors exilé à Cuba, et comme membre qui deviendra célèbre Bobby Seale, cofondateur du Black Panther Party.

## Histoire (1964-1968)
Le RAM voulait commencer la lutte armée afin d'obtenir l'émancipation de la « nation noire colonisée » des États-Unis, et, confronté à la répression, entra dans la clandestinité en 1963, alors que le mouvement des droits civiques commençait à émerger, avec notamment les Freedom rides.
En 1964, des membres du RAM, qui participaient au Student Nonviolent Coordinating Committee (SNCC) dans le delta du Mississippi, collaborèrent avec des militants du SNCC pour créer des milices d'auto-défense. Robert F. Williams, qui s'était exilé à Cuba après avoir été arbitrairement accusé d'avoir séquestré un couple de Blancs qu'il avait au contraire protégé du lynchage, fut élu président de la RAM au printemps 1964. À l'automne, la RAM présenta un programme en douze points à la National Afro-American Student Conference (Conférence nationale des étudiants afro-américains) de Nashville (Tennessee) qui préconisait le développement d'une « armée de libération » et d'une force de jeunes guérilleros (Guerrilla Youth Force). Des cadres de la RAM participèrent aux émeutes urbaines entre 1965 (Watts) et 1968 (voir émeutes raciales aux États-Unis (en)). Ils commencèrent à organiser la jeunesse noire en 1967 en groupe paramilitaire, les Black Guards. L'un de leurs documents, On Organization of Ghetto Youth (Sur l'organisation de la jeunesse des ghettos), préconisait la création d'une Black Liberation Army. 
Fortement réprimée, le groupe décida de se dissoudre en 1968, année de l'assassinat de Martin Luther King, et continua à exister sous différentes formes, dont le Black Liberation Party, l'Afrikans People Party ou la House of Umoja. Bobby Seale, qui était membre du RAM, s'opposait cependant à sa politique consistant à garder clandestine la direction et la structure du parti.

## Source
- Akinyele Omowale Umoja, « Repression Breeds Resistance. The Black Liberation Army and the Legacy of the Black Panther Party », in Liberation, imagination, and the Black Panther Party: a new look at the Panthers and their legacy, ed. Kathleen Cleaver, George N. Katsiaficas, Routledge, 2001, p. 3-20 [lire en ligne]